# René Henriksen
René Henriksen (Glostrup, 1969. augusztus 27. –) dán válogatott labdarúgó.
A dán válogatott tagjaként részt vett az 1998-as és a 2002-es világbajnokságon illetve a 2000-es és a 2004-es Európa-bajnokságon.

## Sikerei, díjai
AB
- Dán bajnok (1): 1998–99

Panathinaikósz
- Görög bajnok (1): 2003–04
- Görög kupagyőztes (1): 2003–04